# Myrtrastar
Myrtrastar (Formicariidae) är en familj små tättingar som lever i subtropiska och tropiska Central- och Sydamerika. De är mellan 10 och 20 cm långa och besläktade med myrpittorna (Grallariidae), myrfåglarna (Thamnophilidae) och knottfåglarna (Conopophagidae). Tidigare inkluderades myrpittorna i familjen, men lyftes ut efter genetiska studier.
Myrtrastar är skogslevande fåglar som tenderar att leva av insekter som de söker efter på eller nära marken. Flertalet är specialiserade på att leva av myror. De flesta är brunfärgade, med inslag av rostbrunt, svart och vitt. De har långa kraftfulla ben, som gör att den är ganska upprättstående, och de har en styv stjärt. De lägger två till tre ägg i ett rede som placeras i ett träd och båda föräldrarna ruvar äggen.

## Släkten
- Släkte Chamaeza – 6 arter
- Släkte Formicarius – 6 arter